# Kelly Clarkson
Kelly Brianne (narozená Kelly Brianne Clarkson, * 24. dubna 1982, Fort Worth, Texas, USA), profesionálně známá jako Kelly Clarkson, je americká pop rocková zpěvačka, držitelka tří cen Grammy, autorka textů, televizní osobnost a příležitostná herečka. Jde o vítězku první řady soutěže American Idol konané v roce 2002 a rovněž nejúspěšnější účastnicí této soutěže. Za svou kariéru prodala více než 27 miliónů alb a 38 miliónů singlů po celém světě.
Podepsala smlouvu s RCA Records a nejprve vtrhla na trh s komerčně úspěšným albem Thankful (2003), obsahujícím hity A Moment Like This a Miss Independent. Za Miss Independent získala svoji první nominaci na cenu Grammy.
Její druhé album Breakaway (2004) se více orientovalo na pop rockový žánr, čemuž přizpůsobila i svou image. Za toto album, které dosáhlo nejvyšších met, obdržela dvě ceny Grammy. Singly Breakaway, Since U Been Gone, Behind These Hazel Eyes, Because of You a Walk Away se staly obrovskými hity.
V polovině roku 2007 vydala své třetí album nazvané My December, které ale ani z poloviny nedosáhlo úspěchu předchozí desky. Clarkson přesto odehrála dvě úspěšná koncertní turné.
Na jaře roku 2009 vydala své čtvrté album All I Ever Wanted. To zaznamenalo ještě menší prodeje než album My December, ale naopak obsahuje tři velké hity – My Life Would Suck Without You, I Do Not Hook Up a Already Gone. Bylo také nominováno na cenu Grammy jako nejlepší popové vokální album. V roce 2010 natočila duet s Jasonem Aldeanem Don't You Wanna Stay a s ním zamířila poprvé na vrchol country hitparády.
Na podzim roku 2011 vyšlo její páté album Stronger, předcházené singlem Mr. Know It All. Album také obsahuje velký hit What Doesn't Kill You (Stronger) a baladu Dark Side. Clarkson získala za toto album svoji třetí grammy.
19. října 2012 vyšla deska s jejími největšími hity Greatest Hits: Chapter One, která obsahuje i singly jako Catch My Breath nebo People Like Us.
V říjnu 2013 vydala šesté a zároveň první vánoční album Wrapped in Red, které obsahuje coververze známých vánočních skladeb, ale i zcela nové skladby jako třeba Underneath the Tree. Stalo se nejprodávanějším svátečním albem tohoto roku, což je poprvé kdy takového výkonu dosáhla americká žena.
V březnu 2015 vydala své sedmé studiové album Piece by Piece, které debutovalo na prvním místě amerického Billboard hot 100, albu předcházel singl Heartbeat Song, který se stal platinový.
Od roku 2018 je koučem v americké TV show The Voice.

## Biografie
Narodila se ve Fort Worth v Texasu 24. dubna 1982. Je třetí a nejmladší dítě Jeanne Ann Taylor, první kvalifikované učitelky angličtiny s řeckým původem, a Stephana Michaela Clarksona, někdejšího inženýra s velšským původem.
Kellyini sourozenci byli starší bratr Jason a starší sestra Alyssa. Když bylo Kelly šest let, její rodiče se rozešli po sedmnáctiletém manželství. Její bratr šel bydlet s otcem, její sestra bydlela s tetou. Kelly zůstala se svou matkou.
O šest let později nemohla stále pochopit, proč se pořád stěhují. Navíc děti nemohly pochopit průběh rozvodu. Nakonec se usadili v Burlesonu v Texasu. Její matka se následně znovu provdala za Jimmyho Taylora.
Navštěvovala Pauline Hughes Middle School, kde nastoupila do sedmé třídy. Měla originální sen stát se námořní bioložkou, ale během školního roku učitelé zaslechli jak si zpívá na toaletě a zeptali se jí, zda se nechce zúčastnit konkurzu do školního sboru. Odpověděla, že ještě nikdy profesionálně netrénovala svůj hlas. Poté byla přijata na střední školu v Burlesonu a začala zkoušet muzikál.
Po dostudování měla několik zaměstnání a sháněla finance na vydání svého CD, doufala ve smlouvu s Record Labels. Obdržela pár odpovědí, přesto se rozhodla odstěhovat do Hollywoodu a hledala svou příležitost prosadit se v hudbě. Nicméně zpočátku pokusy proběhly bez povšimnutí.
Vnitřně byla úplně na dně, přesto získala jednu roli v seriálu Sabrina, malá čarodějnice. Poté, co jí vyhořel byt, se zklamaná vrátila zpět do Burlesonu. Zde pracovala jako uvaděčka v kině, roznašečka koktejlů, telefonní spojovatelka, pořadatelka party firmy Red Bull.
Dne 20. listopadu 2013 zpěvačka skrze sociální sítě oznámila, že je se svým manželem Brandonem Blackstockem těhotná. V červnu 2014 se jim narodila holčička River Rose.

## Hudební kariéra

### 2002–2003:American Idol a World Idol

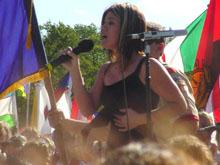
Kelly během vystoupení v roce 2002

Po návratu do Burlesonu jí hodně jejích přátel dodávalo kuráže, aby se přihlásila do reality show American Idol. Přihlásila se a nastoupila před porotu, kterou tvořili Paula Abdul, Simon Cowell a Randy Jackson. Všechny tři její hlas zaujal. Získala pozici v TOP 30, v semifinále zazpívala Respect od Arethy Franklin, který ji zajistil pozici v TOP 10. Další songy, které v American Idol zpívala jsou: (You Make Me Feel Like A) Natural Woman od Arethy Franklin, Think Twice a I Surrender od Celine Dion, Without You od Mariah Carey, It's Raining Man od Geri Halliwel, Stuff Like That There od Bette Midler a další.
Dostala se do finále American Idol, uskutečněného 4. září 2002, které nakonec vyhrála nad Justinem Guarinim s celkovým počtem 58 % hlasů. Zde zazpívala baladu A Moment Like This, která byla napsána speciálně pro finalisty American Idol, a která se objevila i na jejím debutovém albu Thankful.
Videoklip k téhle písničce se nahrával v opuštěném divadle, navíc se tam objevují i prvky z American Idol. Singl vyšel v říjnu roku 2002 a pět týdnů po sobě okupoval první místo Billboard Hot 100. Celkově se singlu prodalo na 236 000 kopií jen za první týden, celkem byl singl na prvním postu pět týdnů.
Krátce po skončení první série American Idol byla obžalovaná z práce s hudebními společnostmi před svým triumfem v této soutěži. Pravidla American Idol stanovují, že účastník nesměl mít předtím smlouvu s jinou nahrávací společností. Této obžaloby byla zproštěna.
V prosinci 2003 se konalo setkání všech vítězů této soutěže v Londýně pod názvem: World Idol. Předvedla se s písní (You Make Me Feel Like A) Natural Woman, kterou zpívá v originále Aretha Franklin. Skončila na druhém místě za norským vítězem Kurtem Nielsenem.

### 2003–2004:Thankful

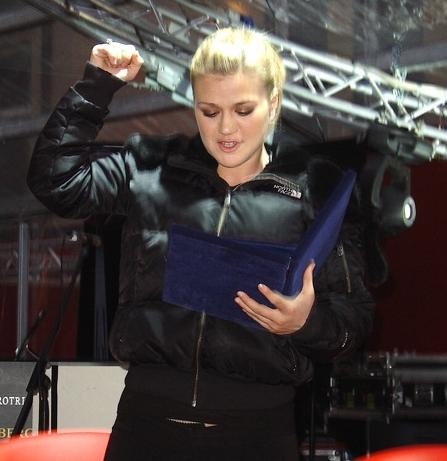
Kelly Clarkson během tiskové konference na Zimních olympijských hrách v Turíně roku 2006

Po úspěšném singlu A Moment Like This vydala své debutové album Thankful, které spatřilo světlo světa 15. dubna 2003. Ihned se usadila na prvním místě prodejnosti desek v USA i v Kanadě. K 8. prosinci 2003 se tohoto alba v USA prodalo na 2 miliony kopií.
Recenze na toto album byly poměrně dobré, nicméně několik kritiků přiřklo její úspěch ještě k dozvukům American Idol. Světoznámý hudební kritik Stephen Thomas Erlewine chválil album po hlasové stránce: Po celou dobu této desky používala Kelly hlas nenucený a rozkošný. Ona může broukat, řvát, být svůdná a drzá, zatímco je pořád stejně elegantní a stejná holka od vedle.
Další kritik Rachel Kipp jí kritizoval, že je to pořád ta stejná osoba z American Idol a napsal: Clarkson má v zásobě úžasný a milý hlas, ale tohle album je jedna velká chyba! Kipp dával za vinu producentům, že nedali Kelly moc prostoru zpívat to, co jí opravdu sedí.
Miss Independent se stala dalším singlem z alba Thankful. Tento song dorazil do TOP 10 v Billboard Hot 100 a zadělal Kelly na první její nominaci na prestižní ceny Grammy za nejlepší ženský vokál. Tuto cenu nakonec nezískala. Když tento singl dorazil i do Velké Británie a Austrálie, umístil se také v TOP 10, ale celé album nevzbuzovalo moc pozornosti. Ve Velké Británii se nejlépe umístil na 41. místě a na 33. místě v Austrálii. Dalším singly vydané v Severní Americe už nenabyly takových úspěchů.
Třetím singlem z alba Thankful se stala kytarová Low. Song se sice umístil v Kanadě na druhém místě, ale v Billboard Hot 100 se neprobojoval ani do TOP 50.
Posledním singlem z tohoto alba se stal song, který nese název The Trouble With Love Is a byl to i titulní song k filmu Láska nebeská, kde hrál i Hugh Grant. Tento singl byl nejméně úspěšným, nedostal se ani do TOP 100. Po tomto krachu se rozhodla rozpustit tým svých manažerů a producentů a sestavila pod záštitou Simona Cowella nový tým pro svou novou desku.

### 2004–2006:Breakaway

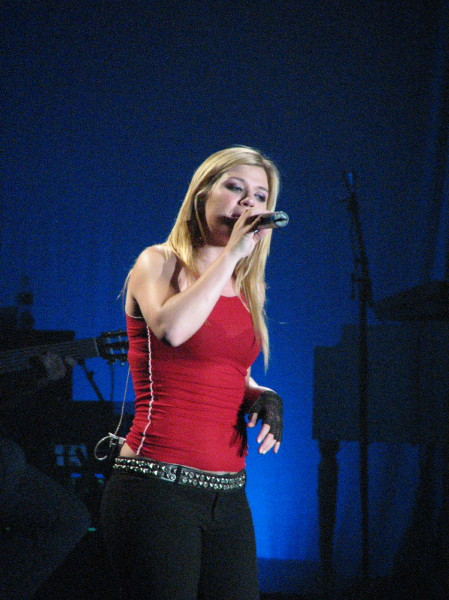
Clarksonová při vystoupení Hazel Eyes concert tour 10. listopadu 2005, Canberra, Austrálie

V létě 2004 se vrátila zpět do hudebního průmyslu s písní, která byla natočena k filmu Deník princezny 2, song se jmenoval Breakaway, který se stal hned největším hitem hned po jejím debutovém songu. Celé album, které neslo název po tomto úspěšném singlu vyšlo 30. listopadu 2004. Ihned v USA i v Kanadě debutovalo v TOP 10, ale zpočátku toto album provázely nízké prodeje v porovnání s prvním albem. Nicméně singly následující za Breakaway se ukázaly jako úspěšné a celé album dosáhlo 18. ledna 2006 pětimilionové hranice prodaných desek v USA.
Pro toto album napsala pár písní s někdejšími členy Evanescence a těmi se stali Ben Moody a David Hodges, producentem se stal Max Martin. O text už zmíněného songu Breakaway se postarala Avril Lavigne.
Album bylo přijato různě, recenze v časopisu Rolling Stone zněla takto: Na druhém albu namíchala tato bývalá koktejlová číšnice rozdílný mix songů, opustila žánr, kterým ji vydali po vítězství v American Idol a vydala se více do rockových vod.
Časopis TeenInk vyzdvihl sílu jejích vokálů a pochválil změnu z popu na současný rock: Clarkson si ponechala úžasnou sílu a krásu svého hlasu zatímco přechází do rockových pasáží. Pro všechny, kteří milují tento zvuk je Breakaway nezbytná součást.
V pořadí druhým singlem z druhého alba se stala Since U Been Gone, kterou produkoval Max Martin. Tento singl se stal nejúspěšnějším, brázdil na prvním místech hitparády na celém světě a vynesl jí dokonce cenu Grammy za nejlepší ženskou píseň.
Třetím a čtvrtým singlem se staly písničky Behind These Hazel Eyes a Because Of You a opět zaznamenaly velké úspěchy, ačkoliv nedosáhly na nominaci na cenu Grammy. V současné době[kdy?] vyšel zřejmě její poslední singl z tohoto alba, nese název Walk Away, který zaznamenal o něco menší úspěchy než předešlé písně.

### 2007–2008:My December

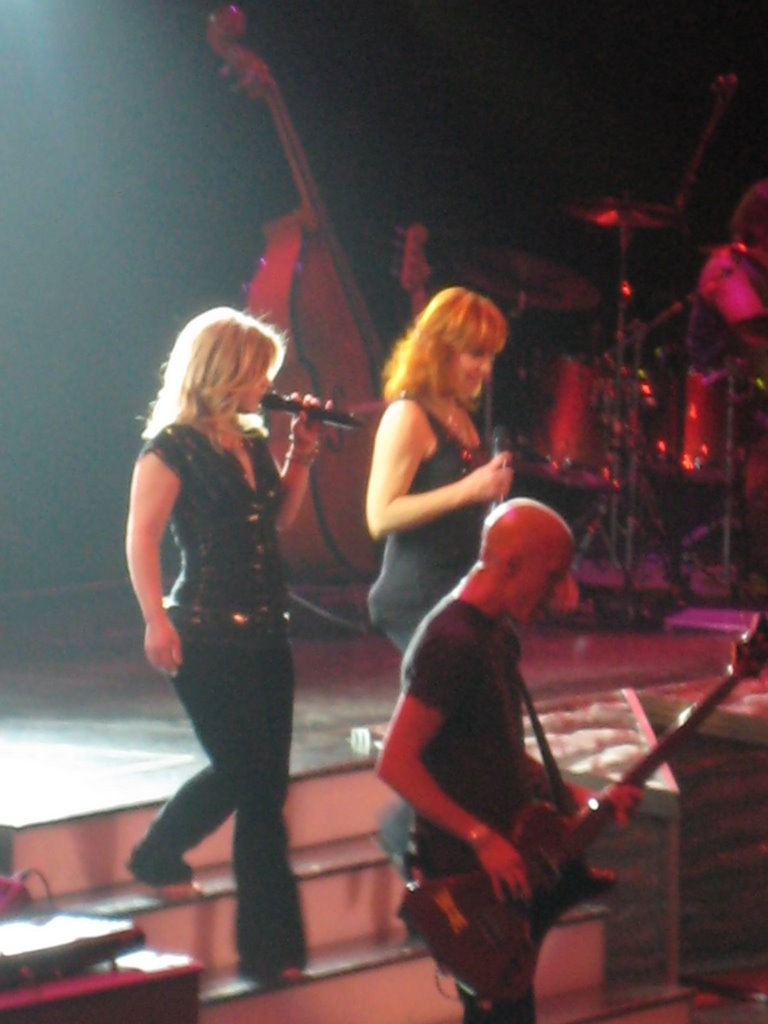
Clarkson a Reba McEntire vystoupení na 2 Worlds 2 Voices Tour

Její další album vyšlo 26. června 2007. Album tentokrát produkoval David Kahne. Kolem My December ale vzniklo mnoho povyku. Ředitel její nahrávací společnosti Clive Davis jí nabídl 10 milionů dolarů, aby několik písní z alba nahradila jinými. Zpěvačka, ale nabídku odmítla a rozhodla se postavit za původní verzi alba.
První singl z alba dostal název Never Again a podařilo se mu dostat se nejvýše na 8. místo Billboard Hot 100, v následujících týdnech ale začal strmě klesat, proto vydala vzápětí další píseň nazvanou Sober, která vyšla na začátku července. Písni se ale vůbec nedařilo a zcela propadla.
Prodej samotné desky v prvním týdnu prodeje byl poměrně vysoký. Album se vyšplhalo až na vrchol prodejnosti desek ve světové hitparádě. V následujících týdnech ale začal prodej desky hodně klesat a slova Cliva Davise, že deska bude úspěšná jen v prvním týdnu prodeje se začala pomalu naplňovat.

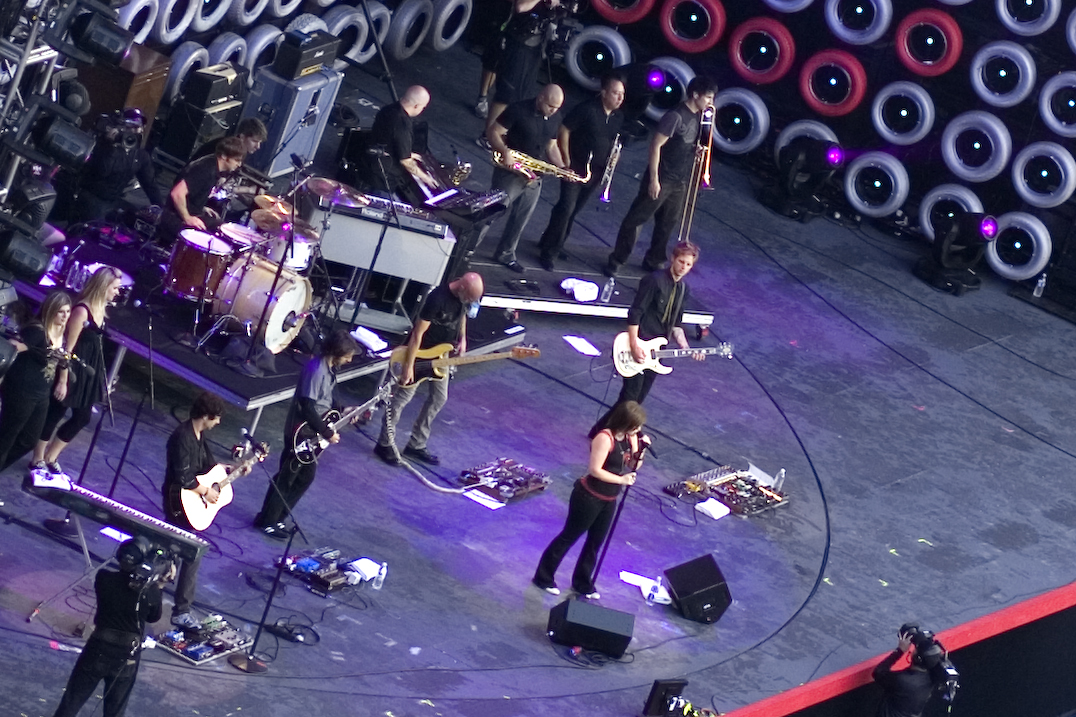
Clarkson na Live Earth concertu

I když prodejnost desky My December není taková, jak byla očekávána – celkem se prodalo kolem 2 milionů kousků, uspořádala turné My December Tour, které bylo velmi úspěšné.
Po turné My December Tour se vrhla na spolupráci s americkou country zpěvačkou Rebou McEntire a spolu nazpívaly duet její písně Because Of You z jejího druhého alba Breakaway, který se objevil na albu Reby, v americké hitparádě byl středně úspěšný a získal nominaci na cenu Grammy jako nejlepší country skladba. Tím ale její spolupráce s Rebou neskončila, v roce 2008 spolu uspořádaly po Severní Americe turné 2 Worlds, 2 Voices Tour.

### 2009–2010:All I Ever Wanted

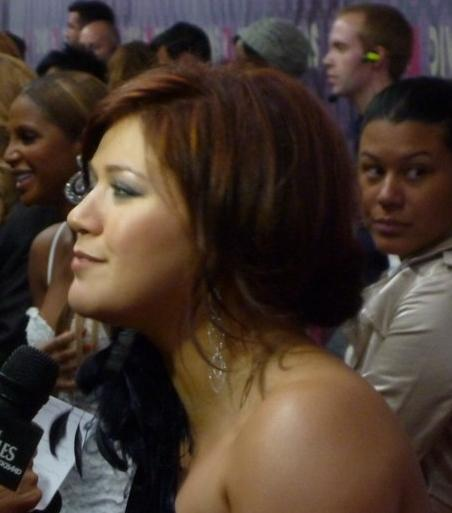
Clarkson na červeném koberci na VH1 Divas v roce 2009

Na začátku roku 2009 získala ocenění Women's World Award za přínos v zábavním průmyslu.
Po skončení turné s Rebou se vrhla do příprav dalšího alba. To nese název All I Ever Wanted a zde se vrátila k pop-rocku. Album se stalo opět úspěšným, dostalo se na přední příčky v mnoha hitparádách a získalo nominaci na cenu Grammy v kategorii nejlepší popové album. Prvním singlem z tohoto alba se stal celosvětový hit My Life Would Suck Without You, na němž spolupracovala s Maxem Martinem. Tato píseň byla nominována na cenu MTV Video Music Awards[zdroj?], singl za jeden týden skočil z 97 místa na první, čímž se stal rekordem. Dalším singlem je píseň I Do Not Hook Up, původně určená pro Katy Perry. Třetím je balada Already Gone. Kvůli této písni vyvstala spousta problémů kvůli podobnosti s písní Halo zpěvačky Beyoncé. Přesto byla píseň poměrně úspěšná. Čtvrtým singlem, je píseň All I Ever Wanted, pátým a posledním singlem se stala balada Cry.
V rámci alba All I Ever Wanted Kelly uspořádala turné All I Ever Wanted World Tour, které zahrnovalo koncerty v Severní Americe, Evropě, Asii, Austrálii a Africe.
V roce 2010 natočila country singl Don't You Wanna Stay se zpěvákem Jasonem Aldeanem na jeho album My Kinda Party. Singl spolu představily ve dvanácté řadě American Idol, poté na 54. ročníku Grammy, na které byla skladba také nominována, doposud si skladbu digitálně koupilo přes 2.
000 000 lidí, což je nejprodávanější country spolupráce v celé historii.

### 2011–2012:Stronger

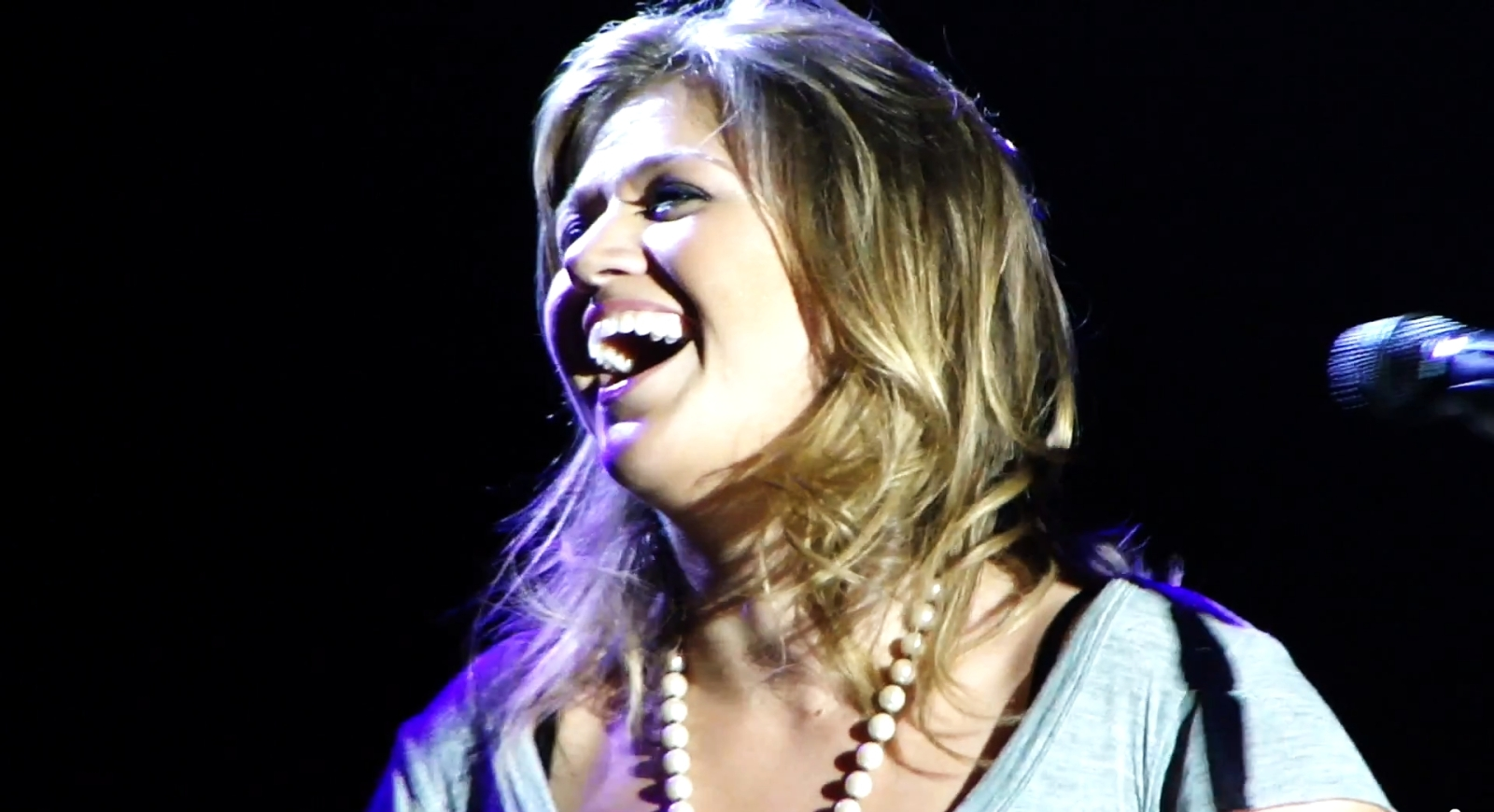
Kelly Clarkson na koncertě v Sudbury v Kanadě, 2011

V listopadu 2010 vyšel country duet Don't You Wanna Stay s Jasonem Aldeanem, který byl později zahrnut na její nové album. Přestože v hitparádě v USA se dostal pouze na 31. místo, udržel se v žebříčku téměř rok, a získal mnoho nominací a cen včetně nominaci na cenu Grammy. Singlu se prodalo více než 1 800 000 kopií v USA.
Během svého turné All I Ever Wanted World Tour v letech 2009 až 2010 již začala pracovat na svém pátém studiovém albu. Jeho vydání plánovala na konec roku 2010, následně bylo přesunuto na jaro 2011. Prohlásila, že album dotočila již v únoru 2011, ale RCA Records opět posunulo vydání, tentokrát na podzim 2011. Odůvodněno to bylo tím, aby v době jejího hudebního návratu bylo „čisté“ hudební pole a neměl ji kdo ohrožovat.
V červenci 2011 uniklo na internet velké množství nových písní, z nichž o některých se již mluvilo dříve v souvislosti s novým albem. V srpnu 2011 bylo oznámeno, že nový singl „Mr. Know It All“ bude mít premiéru 30. srpna 2011, od 5. září pak bude k dostání na iTunes. 17. srpna také bylo oznámeno, že její páté album vyjde 25. října a ponese název „Stronger“ (Silnější). Ve speciální edici vyšlo se Stronger také zpěvaččino první EP The Smoakstack Session, obsahující nové verze pěti písní ze Stronger a coververzi skladby I Can't Make You Love Me Bonnie Raitt. V prosinci 2011 vydala své druhé EP iTunes Session, tentokrát s osmi písněmi, sedmi staršími a novou interpretací I'll Be Home for Christmas, která také vyšla jako singl a dostala se na 93. místo v americké hitparádě.
Album debutovalo v USA na 2. místě v hitparádě a dodnes se ho zde prodalo přes 5 000 000 kusů. První singl Mr. Know It All zaznamenal až nečekaný úspěch na domácí i světové scéně. Dosáhl prvního místa v Austrálii a Jižní Koreji, ve Velké Británii skončil čtvrtý a v USA desátý. Druhým singlem se stala skladba What Doesn't Kill You (Stronger), která vyšla 16. ledna 2012. Během necelých dvou týdnů se dostala do čela prodejnosti na amerických iTunes a dostala se na 1. místo v hitparádě v USA. Jako třetí a poslední skladbou z desky se stala skladba Dark Side.
V lednu 2012 odstartovala své turné Stronger Tour, s nímž objela USA a Kanadu. Turné skončilo v dubnu 2012.
Stala se součástí druhé řady pěvecké soutěže The Voice začínající v dubnu 2012 a poradkyní jednoho z porotců Blakea Sheltona.

### 2012–2014:Greatest Hits – Chapter OneaWrapped in Red
První její album s největšími hity Greatest Hits: Chapter One vyšlo 19. listopadu 2012. Spolu s ním vyšlo také EP s názvem The Smoakstack Sessions Vol.2. Pro tuto kompilaci byly nahrané 3 zcela nové skladby: Catch My Breath, Don't Rush a People Like Us, které byly všechny oficiálně vydány. Svojí desku z největšími hity představila na dvanáctém ročník Annual Honda Civic Tour, kde vystupovala po boku pop rockové skupiny Maroon 5, společně si zazpívali skladbu Moves Like Jagger.

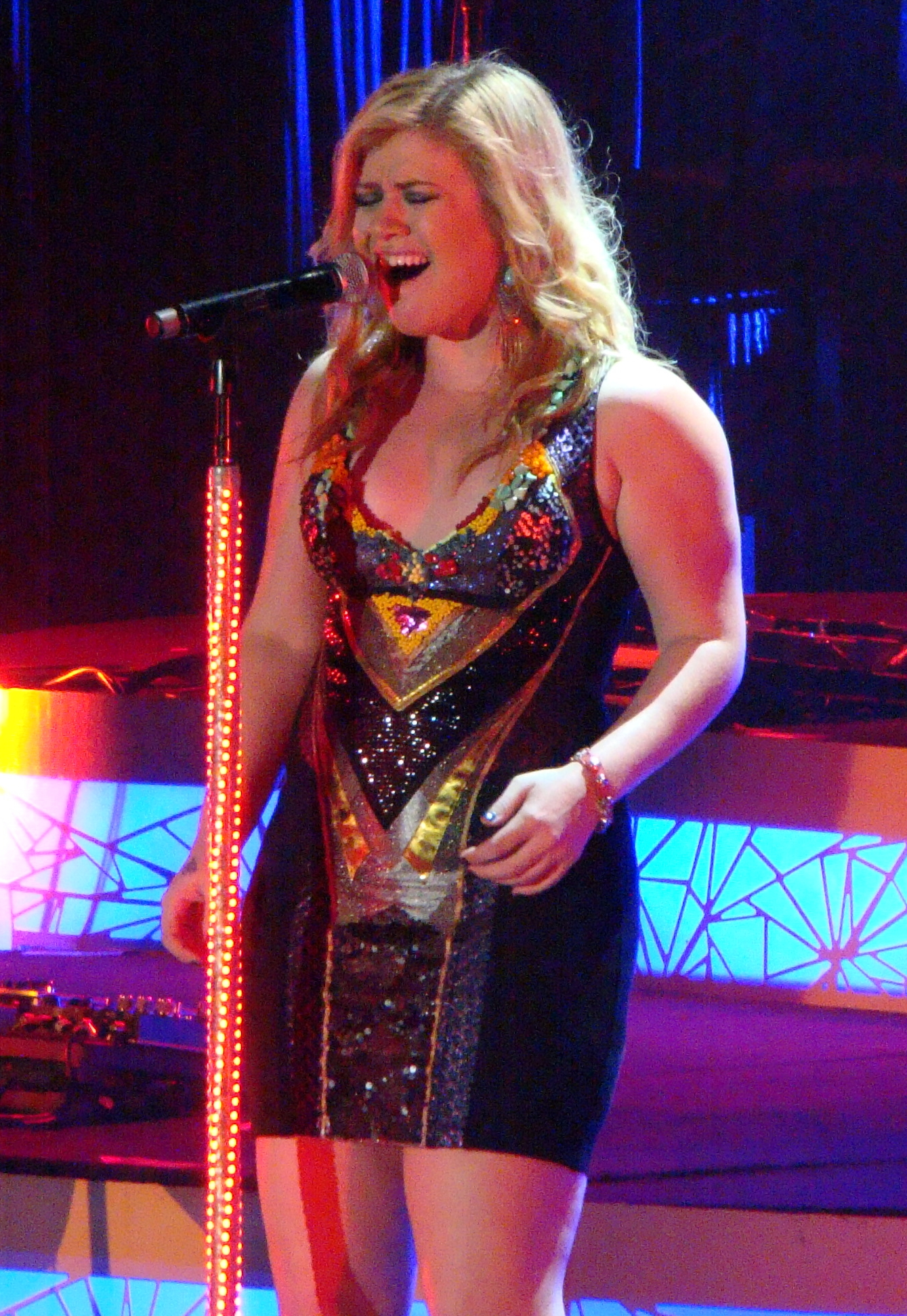
Clarkson zpívá na svém Stronger Tour, 2012

V říjnu 2012 spolupracovala s Blakem Sheltonem na skladbě There's a New Kid in Town, která byla zařazena na jeho albu Cheers, It's Christmas. Také spolupracovala se zpěvačkou Jewel na skladbě Foolish Games. Dne 21. ledna 2013 zazpívala Kelly Clarkson skladbu „My Country, 'Tis of Thee“ na druhé inauguraci prezidenta Baracka Obamy. V březnu 2013 vystoupila se skladbami „Tennessee Waltz“ a „Natural Woman“ na 55. ročníku předávání cen Grammy jako pocta Patti Page a Carole King. Zároveň byla na tuto cenu nominována ve čtyřech kategoriích, a to v: Song of the Year, Record of the Year a Best Pop Solo Performance za skladbu What Doesn't Kill You (Stronger) a v kategorii Best Pop Vocal Album za album Stronger, kterou proměnila ve výhru.
V dubnu 2013 Clarkson oznámila, že je uprostřed nahrávání svého prvního vánočního alba z názvem Wrapped in Red a ohlásila jeho vydání na 29. října. Vypustila také country singl Tie It Up v červnu 2013, který by se měl objevit na sedmé výhradně country desce.
V září 2013 bylo oznámeno, že spolupracuje se zpěvákem Robbie Williamsem na songu Little Green Apples, který se objevil na swingové desce zpěváka Swings Both Ways. 5. prosince 2013 byla deska Wrapped in Red certifikovaná jako platinová, když se jí v USA prodalo přes 1 000 000 kusů. Dne 6. prosince 2013 bylo oznámeno, že skladba Don't Rush od Kelly Clarkson feat. Vince Gill je nominována na Grammy v kategorii Best Country Duo/Group Performance pro 56. ročník této soutěže. Podle Mediabase, Clarkson byla zařazena na 9. místo špičkových umělců v Hot AC 2013 Year-End Chart. Dne 11. prosince 2013 představila svoji speciální vánoční show, která se jmenuje Kelly Clarkson's Cautionary Christmas Music Tale, kterou sledovalo více než 5,3 milionů diváků

### Od roku 2014:Piece by Piece
Dne 31. ledna 2014 Clarkson oznámila na Twitteru, že připravila písně na nové album a že nahrávání začne brzy, v září 2014 také řekla že by nové album mělo vyjít v roce 2015. Od roku 2018 je koučem v americké TV show The Voice. V její první účinkující řadě vyhrála s 15letou pop zpěvačkou Brynn Cartelli, v další řadě na to vyhrála i s 16letou country zpěvačkou Chevel Stephard. Během následujících řad vyhrála ještě jednou a to s 31letým country zpěvákem Jakem Hootem.

### Hudební spolupráce
V roce 2007 nahrála country verzi své písně Because Of You jako duet s Rebou McEntire. Za to byla nominována na cenu Grammy. S McEntire také absolvovala turné 2 Worlds, 2 Voices Tour.
V roce 2010 spolupracovala na country písni Don't You Wanna Stay s Jasonem Aldeanem. Don't You Wanna Stay se s přestávkami vracelo do americké hitparády více než rok a jde o její první píseň, která dosáhla zlata v country hitparádě.
V roce 2012 nazpívala hit Don't Rush s country zpěvákem Vincem Gillem na své album největších hitů Greatest Hits: Chapter One, skladba byla nominována na Grammy.

## Diskografie
Studiová alba
- Thankful (2003)
- Breakaway (2004)
- My December (2007)
- All I Ever Wanted (2009)
- Stronger (2011)
- Wrapped in Red (2013)
- Piece by Piece (2015)
- Meaning of Life (2017)
- When Christmas Comes Around... (2021)
- Chemistry (2023)